# L'Absente (film, 1952)
Pour les articles homonymes, voir L'Absente (homonymie).
Pour plus de détails, voir Fiche technique et Distribution.
L'Absente (La ausente) est un film mexicain réalisé par Julio Bracho, sorti en 1952.

## Synopsis
Un homme enquête sur la mort de sa femme dans un accident de voiture.

## Fiche technique
- Titre : L'Absente
- Titre original : La ausente
- Réalisation : Julio Bracho
- Scénario : Neftali Beltrán et Julio Bracho
- Musique : Raúl Lavista
- Photographie : Alex Phillips
- Montage : José W. Bustos
- Production : Julio Bracho
- Société de production : Internacional Cinematográfica
- Pays :  Mexique
- Genre : Drame
- Durée : 112 minutes
- Dates de sortie : 
  -  Mexique : 7 mai 1952

## Distribution
- Arturo de Córdova : Jorge de la Cueva
- Rosita Quintana : Mónica Sandoval
- Andrea Palma : Cecilia
- María Douglas : Magdalena
- Ramón Gay : Jaime
- Mimí Derba : Doña Elena, la mère d'Isabel
- Natalia Ortiz : María, la domestique
- Carlos Riquelme : le mécanicien
- Manuel Sánchez Navarro : Rafael, le majordome
- Enrique Díaz Indiano : le père d'Isabel
- Angélica María : Rosita

## Distinctions
Le film a été présenté en sélection officielle en compétition au Festival de Cannes 1952.